# 垒壁阵十一
垒壁阵十一，即双鱼座33（双鱼座BC，BC Psc，33 Psc）是双鱼座的一颗恒星，视星等为+4.61，距离地球约129光年。